# Bulfinch Ridge
Bulfinch Ridge är en bergstopp i Antarktis. Den ligger i Östantarktis. Nya Zeeland gör anspråk på området. Toppen på Bulfinch Ridge är 687 meter över havet.
Terrängen runt Bulfinch Ridge är huvudsakligen kuperad, men åt sydväst är den bergig. Terrängen runt Bulfinch Ridge sluttar brant österut. Trakten är obefolkad. Det finns inga samhällen i närheten. 